# Membraniporopsis serrilamelloides
Membraniporopsis serrilamelloides is een mosdiertjessoort uit de familie van de Sinoflustridae. De wetenschappelijke naam van de soort is voor het eerst geldig gepubliceerd in 1987 door Liu & Li.